# Samppalinnanpuisto
Le parc de Samppalinna (en finnois : Samppalinnan puisto) est un parc sur la colline de Samppalinna  (en finnois : Samppalinnan vuori ou Samppalinnanmäki) dans le quartier III à Turku en Finlande,.

## Présentation
La colļine Samppalinnanmäki culmine a 39 mètres d'altitude.
Le parc a une superficie de 8,2 hectares.
Dans le parc se trouvent, entre-autres, le musée de la biologie, le restaurant Samppalinna (fi), la piscine de Samppalinna, l'école de Luostarivuori et le lycée de Luostarivuori.
La création du parc de Samppalinnanvuori a commencé dans les années 1860. 
A cette époque, le conseiller municipal Per Cerelius Rettig a construit un restaurant sur le versant nord de la colline, dont l'entourage a été conçu par l'architecte paysagiste suédois Knut Forsberg.
Le petit parc entourant le restaurant a été achevé dans les années 1870.
Le parc sera progressivement agrandi.
En 1904, 346 arbres à feuilles caduques, 176 conifères et 326 arbustes ont été plantés dans le parc, 13 000 m2 de pelouse ont été semés et 778 mètres de sentiers ont été réalisés.
Les années suivantes, les plantations se sont faites au même rythme. 
La construction du parc a duré tout au long des années 1910.
Samppalinnanvuori a pris sa forme actuelle dans les années 1950. 
Les rénovations ont été achevées en 1956 avec la construction de la piscine ouverte et de ses abords. 
À cette époque, les escaliers en pierre menant d'Itäinen Rantakatu au parc ont été rénovés.